# Коснари
Косна́ри (рос. Коснары, чув. Куснар) — присілок у складі Чебоксарського району Чувашії, Росія. Входить до складу Шинерпосинського сільського поселення.
Населення — 277 осіб (2010; 246 у 2002).
Національний склад:
- чуваші — 96 %